# Мејбел Дирмер
Мејбел Дирмер (енгл. Mabel Dearmer; 1886 — Крагујевац, 1915) била је енглеска списатељица, илустраторка, позоришна редитељка и добровољна болничарка у Србији за време Првог светског рата.
Пре доласка у Србију била је афирмисана у књижевним и политичким круговима. Kада је избио Први светски рат, Мејбел Дирмер је одлучила да се придружи свом супругу који је допутовао  у Србију, као капелан у добровољној болничкој јединици Мејбел Стобарт.  Мејбел  Дирмер је била  ангажована у пољској болници на периферији Kрагујевца, а била је задужена за дистрибуцију постељине, ћебади и одеће за војнике. Упркос вакцинацији против тифуса, у јулу 1915. се разболела и убрзо преминула.
У Ратном дневнику – Органу Врховне команде бр. 338. од 30. јуна 1915. објављено је:
| „ | Прекјуче је сахрањена у крагујевачком гробљу сестра Мебел Дирмер, члан енглеске санитетске мисије гђе Стобарт, супруга г. Дирмера, свештеника исте мисије. После опела, коме су присуствовали изасланици Њ. Kр. Височанства Престолонаследника и Врховне команде, многобројни официри и грађанство, г. др. Чедомир Михаиловић, санитетски потпуковник опростио се с покојницом... | ” |

Заједничка гробница Елизабет Рос, Лорне Ферис и Мејбел Дирмер је на Варошком Гробљу у Kрагујевцу.